# Tlaxco kommun, Puebla
Tlaxco är en kommun i Mexiko.   Den ligger i delstaten Puebla, i den sydöstra delen av landet, 160 km nordost om huvudstaden Mexico City. Antalet invånare är 5 415. Arean är 55 kvadratkilometer.
Terrängen i Tlaxco är kuperad åt nordost, men åt sydväst är den bergig.
Följande samhällen finns i Tlaxco:
- Tlaxco
- El Álamo
- Buena Vista
- Chipotla
- Loma Bonita
- El Arroyo